# Sagat Äbykiejewa
Sagat Äbykiejewa (kaz. Сағат Әбікеева, trl. Saġat A̋bikeeva;  ur. 14 maja 1981) – kazachska judoczka. Olimpijka z Pekinu 2008, gdzie zajęła dziewiąte miejsce w wadze półciężkiej.
Siódma na mistrzostwach świata w 2005; uczestniczka zawodów w 2001, 2003 i 2007. Startowała w Pucharze Świata w latach 2001–2005, 2007 i 2008. Siódma na igrzyskach azjatyckich w 2002. Wicemistrzyni Azji w 2005; trzecia w 2004 i 2007. Srebrna medalistka igrzysk Azji Wschodniej w 2001 roku.

## Letnie Igrzyska Olimpijskie 2008
| Konkurencja | Eliminacje                | Repasaże            | Repasaże                   | Klas. końcowa |
| Konkurencja | Przeciwnik I              | Przeciwnik I        | Przeciwnik II              | Miejsce       |
| ----------- | ------------------------- | ------------------- | -------------------------- | ------------- |
| 78 kg       | Yalennis Castillo (CUB) Z | Divya Tewar (IND) P | Stéphanie Possamaï (FRA) P | 9.            |